# Platymantis bayani
Espèce
Platymantis bayani est une espèce d'amphibiens de la famille des Ceratobatrachidae.

## Répartition
Cette espèce est endémique de Samar aux Philippines. elle se rencontre à 140 m d'altitude dans la province de Samar oriental.

## Description
Les mâles mesurent de 34,2 à 39,1 mm et les femelles de 44,3 à 49,8 mm.

## Publication originale
- Siler, Alcala, Diesmos & Brown, 2009 : A new species of limestone-forest frog, genus Platymantis (Amphibia: Anura: Ceratobatrachidae) from eastern Samar Island, Philippines. Herpetologica, vol. 65, no 1, p. 92-104.